# Neurigona pectinulata
Neurigona pectinulata är en tvåvingeart som beskrevs av Octave Parent 1935. Neurigona pectinulata ingår i släktet Neurigona och familjen styltflugor. Inga underarter finns listade i Catalogue of Life.